# S/2004 S 13
S/2004 S 13 — сороковий за віддаленістю від планети супутник Сатурна. Відкритий 12 грудня 2004 року.

## Корисні посилання
- Відомі супутники Сатурна (сторінка Скотта Шеппарда) [Архівовано 15 травня 2011 у Wayback Machine.](англ.)
- Циркуляр МАС № 8523: Відкриття нових супутників Сатурна[недоступне посилання з лютого 2019](англ.)
- Електронний циркуляр ЦМП MPEC 2005-J13: Дванадцять нових супутників Сатурна [Архівовано 29 травня 2012 у Archive.is](англ.)